# Once Upon a Time (7.ª temporada)
A sétima e última temporada de Once Upon a Time foi anunciada em 11 de maio de 2017. A sétima temporada estreou em 6 de outubro de 2017.
Esta temporada marca uma mudança significativa para a série, pois foi anunciado no final da sexta temporada que a maioria dos membros do elenco principal não estariam na sétima temporada. Lana Parrilla, Colin O'Donoghue e Robert Carlyle foram os únicos que estavam na temporada. Andrew J. West e Alison Fernandez foram anunciados como novos membros do elenco principal em maio de 2017. Dania Ramirez e Gabrielle Anwar foram anunciadas no elenco principal em julho de 2017. Em agosto de 2017, foi anunciado que Mekia Cox havia sido promovida para o elenco principal após inicialmente juntar-se ao elenco como recorrente no mês de julho.
O enredo é suavemente reinicializado com uma nova narrativa principal liderada por Henry Mills, que agora está adulto, passando-se muitos anos após os eventos da última temporada. Em fevereiro de 2018, foi anunciado que a sétima temporada seria a última temporada da série.

## Sinopse
Anos após a Batalha Final, Henry Mills deixa Storybrooke em busca de sua própria história, mas encontra-se na Nova Floresta Encantada, onde um conflito entre Lady Tremaine e sua enteada, Cinderella, resulta no lançamento de mais uma maldição. Enquanto a filha de Henry tenta fazê-lo acreditar na maldição, a feiticeira Gothel se propõe a reviver uma seita com intenções sinistras.

## Elenco e personagens

### Principal
- Lana Parrilla como Regina Mills, a Rainha Má / Roni[3]
- Colin O'Donoghue como Killian Jones, o Capitão Gancho / Rogers[3]
- Andrew J. West como Henry Mills[3]
- Dania Ramirez como Cinderela / Jacinda Vidrio[11][12]
- Gabrielle Anwar como Rapunzel / Lady Tremaine / Victoria Belfrey[4][12][13]
- Alison Fernandez como Lucy Mills / Lucy Vidrio[3][14]
- Robert Carlyle como Rumplestiltskin / Sr. Gold / Weaver[3]
- Mekia Cox como Tiana / Sabine[4][5]

### Recorrente
- Jared S. Gilmore como Henry Mills (jovem) / Senhor Henry[15][16]
- Adelaide Kane como Drizella / Ivy Belfrey[4][17]
- Rose Reynolds como Alice / Tilly[4][18]
- Bruce Blain como Samuel B. Ryce / Sargento da Polícia[19]
- Trevor Roberts como Remy[20]
- Emma Booth como Mãe Gothel / Mãe Natureza / Eloise Gardener[21][22]
- Chris Gauthier como Smee[23]
- Rebecca Mader como Zelena, a Bruxa Má do Oeste / Kelly West[24][25]
- Daniel Francis como Dr. Facilier / Sr. Baron Samdi[26][27]
- Robin Givens como Eudora[28]
- Meegan Warner como Rapunzel (jovem)[29]
- Tiera Skovbye como Robin Hood / Margot[30][31]
- Nathan Parsons como João / Jack / Nick Branson[32][23]
- Yael Yurman como Anastasia[33]
- Jeff Pierre como Príncipe Naveen / Drew[34][27]
- Chilton Crane como a Bruxa Cega / Hilda Braeburn[27]

### Convidado
- Jillian Fargey como a Fada Madrinha[35]
- Liam Hall como o Príncipe[35]
- Jennifer Morrison como Emma Swan[36]
- Emilie de Ravin como Belle[37]
- Giles Matthey como Gideon[38]
- Kevin Ryan como Robert[26]
- Matty Finochio como Marcus Tremaine[33]
- Cindy Luna como Cecelia[39][40]
- Anna Cathcart como Drizella (pequena)[33]
  - Lula Mae Melench como Drizella (jovem)[33]
- Alejandra Perez como Ella (jovem)[39]
- Sophia Reid-Gantzert como Anastasia (jovem)[33]
- Sara Tomko como Tigrinha Lily[25]
- Suzy Joachim como Madame Leota[41]
- Nisreen Slim como a Bruxa Hedge / Dra. Andrea Sage[41][42]
- Chad Rook como Capitão Ahab[43]
- Elle McKinnon como Alice (jovem)[43]
- Charles Mesure como Barba Negra[44]
- Kip Pardue como Chad[45]
- Dan Payne as Ivo[46]
- Seth Isaac Johnson como João (jovem)[46]
- Sara Canning como Maria[47]
  - Lily van der Griend como Maria (jovem)[46]
- Kyra Leroux como Yarrow[48]
- Emily Tennant como Isla[49]
- Naika Toussaint como Seraphina[50]
- Gabrielle Miller como Mãe Flora[50]
- Beverley Elliott como Widow Lucas / Granny[51]
- Robbie Kay como Malcolm / Peter Pan / Flautista de Hamelin[52]
- Victoria Smurfit como Cruella De Vil / Cruella Feinberg[52]
- JoAnna Garcia Swisher como Ariel[52]
- Timothy Webber como o Aprendiz[53]
- Ginnifer Goodwin como Branca de Neve / Mary Margaret Blanchard[54]
- Josh Dallas como Príncipe Encantado / David Nolan[54]
- Sean Maguire como Robin Hood[52]
- Tony Amendola como Gepeto / Marco[52]
- Lee Arenberg como Sonhador / Zangado / Leroy[52]
- Jack Davies como Pinóquio[55]
- Faustino Di Bauda como Soneca / Walter[56]
- Gabe Khouth como Espirro / Sr. Clark[55]
- Keegan Connor Tracy como Fada Azul / Madre Superiora[52]
- Raphael Sbarge como Grilo Falante / Dr. Archie Hopper[57]
- David Paul Grove como Mestre[56]

## Episódios
| N.º na série | N.º na temp. | Título                                                         | Dirigido por       | Escrito por                       | Exibição original      | Audiência (milhões) |
| --- | ------------ | -------------------------------------------------------------- | ------------------ | --------------------------------- | ---------------------- | ------------------- |
| 134 | 1            | "Hyperion Heights" "(Hyperion Heights)" (BR)                   | Ralph Hemecker     | Edward Kitsis & Adam Horowitz     | 6 de outubro de 2017   | 3.26                |
| Em um flashback, Henry, com 18 anos, se despede de Regina e vai embora de Storybrooke em uma viagem para novos reinos, com a esperança de encontrar sua própria história. Muitos anos depois, Henry encontra a carruagem de Cinderella na Nova Floresta Encantada e, após uma série de eventos que quase os capturam em uma situação, ele oferece a ela a chance de um novo começo em Storybrooke, pois ele deve retornar através de uma portal naquela noite. Quando Henry encontra um sapato de cristal deixado para ele no ponto de encontro, ele decide ficar para trás. No presente, em Seattle, Henry, agora mais velho, se reencontra com sua filha, Lucy, a quem ele não lembra por causa de uma maldição. Na esperança de quebrá-la, Lucy o leva para o bairro de Hyperion Heights, que abriga muitos outros personagens de contos de fada, incluindo Jacinda, a mãe solteira de Lucy, que está em um relacionamento controverso com sua poderosa madrasta, Victoria. Os outros são Roni, uma dona de bar que está lutando por ter que vender seu estabelecimento para Victoria, e Rogers, um policial que é promovido a detetive e é apresentado ao seu novo parceiro, Weaver. |              |                                                                |                    |                                   |                        |                     |
| 135 | 2            | "A Pirate's Life" "(A Vida de um Pirata)" (BR)                 | Tara Nicole Weyr   | Jane Espenson & Jerome Schwartz   | 13 de outubro de 2017  | 2.74                |
| Em um flashback, Emma expressa sua preocupação com o fato de Henry sair de casa e Gancho lhe apresenta uma "mensagem em uma garrafa" que Henry pode usar para manter contato. Muitos anos depois, quando Henry está prestes a ser capturado por Lady Tremaine, ele usa a garrafa para pedir ajuda a Emma, Gancho e Regina. Gancho e Regina chegam e o resgatam, embora, sem o conhecimento deles, a garrafa também convocou o Gancho do Reino dos Desejos, que, mais tarde, aparece e derruba o Gancho original para assumir seu lugar. Quando Emma chega e revela para Henry que está grávida, o outro Gancho se sente culpado e decide voltar atrás, embora o verdadeiro Gancho acabe o ferindo em uma briga. Então, o outro Gancho revela que tinha uma filha que foi presa em uma torre por uma bruxa. Depois de ouvir isso, Gancho consegue curar sua contraparte com a ajuda de Emma. Mais tarde, Henry ainda não quer voltar para casa e recebe a benção de Emma para continuar sua jornada. Henry, Regina e o outro Gancho decidem viajar juntos, enquanto Emma e Gancho voltam para Storybrooke. No presente, Victoria contrata Rogers e Weaver para expulsar Henry do bairro. Rogers não concorda com os métodos de Weaver e acaba ajudando Henry. Rogers, Henry e Roni acabam formando uma aliança contra Victoria. Enquanto isso, Jacinda tenta encontrar outra maneira de comparecer ao recital de balé de Lucy depois que Victoria deixa as coisas difíceis para ela.                                |              |                                                                |                    |                                   |                        |                     |
| 136 | 3            | "The Garden of Forking Paths" "(O Jardim de Bifurcações)" (BR) | Ron Underwood      | David H. Goodman & Brigitte Hales | 20 de outubro de 2017  | 2.49                |
| Em um flashback, Cinderella chega ao local na floresta onde deve encontrar Henry, mas não o encontra lá. Então, ela conhece a princesa Tiana, que a recruta para fazer parte da resistência para lutar contra Lady Tremaine, entre outros. Ela deixa um de seus sapatos de vidro para Henry encontrar. Pouco tempo depois, Henry, Regina e Gancho chegam ao seu acampamento e se juntam aos esforços. Mais tarde, Cinderella entra escondida no castelo de Tremaine sozinha, onde Tremaine revela que manteve sua filha quase-falecida, Anastasia, preservada desde sua "morte" aos 14 anos, e precisa de um coração puro para ressuscitá-la. Ela manda que Cinderella roube o coração de Henry, pois ele tem o coração do verdadeiro crédulo. No presente, Jacinda tenta salvar o jardim comunitário de Victoria, enquanto Lucy leva Henry para uma viagem embaixo do lote do jardim na esperança de encontrar a prova de seus passados em contos de fada. Enquanto isso, Henry, Roni e Rogers encontram sua primeira vantagem contra Victoria. Rogers captura o homem trabalhando com ela, mas se irrita ao encontrar Weaver soltando o homem para usá-lo como uma conexão futura. Além disso, é revelado que Victoria não está amaldiçoada e está mantendo uma bruxa como sua prisioneira no topo da Belfrey Towers. |              |                                                                |                    |                                   |                        |                     |
| 137 | 4            | "Beauty" "(Bela)" (BR)                                         | Mick Garris        | Dana Horgan & Leah Fong           | 27 de outubro de 2017  | 2.44                |
| Em um flashback do primeiro aniversário de Gideon, Rumple e Belle decidem deixar Storybrooke para viajar pelo mundo. Anos mais tarde, Rumple diz para Belle que quer parar de ser o Senhor das Trevas para que possa ser mortal novamente e viver uma vida única com ela. Nos anos seguintes, eles buscam maneiras de se livrar de sua escuridão. Quando Gideon completa 18 anos, Belle encontra uma profecia que os leva à Borda dos Reinos, onde eles devem aguardar o pôr do sol mais brilhante antes de serem orientados até o caminho que Rumple deve seguir para se livrar da Escuridão. Eles constroem uma casa no local enquanto esperam que o evento ocorra. No entanto, Belle, já envelhecida, finalmente descobre que o "sol" que a profecia fala, na verdade, se referia a si mesma, e sua morte marcaria o início da jornada de Rumple. Quando Belle morre, Rumple parte para procurar um Guardião que possa assumir o controle de sua Escuridão, para que então ele finalmente possa ficar com Belle. No presente, Tilly, que na verdade é Alice, começa a despertar da maldição depois que para de tomar as pílulas que recebe de Victoria. Em seu novo estado de clareza, ela tenta fazer com que Weaver se lembre de sua verdadeira identidade. Enquanto isso, Ivy fica encarregada de levar Lucy para pedir doces no Halloween, mas a perde nas ruas. Ela acaba criando laços com Henry e desafia sua mãe para que Jacinda e Lucy possam ficar um tempo juntas.                                  |              |                                                                |                    |                                   |                        |                     |
| 138 | 5            | "Greenbacks" "(Dólares)" (BR)                                  | Geofrey Hildrew    | Christopher Hollier & Adam Karp   | 3 de novembro de 2017  | 2.29                |
| Em flashbacks, Tiana procura um príncipe para ajudar a salvar seu reino e é guiada pelo Dr. Facilier até um homem chamado Robert. Ela logo percebe que Facilier havia recrutado Robert para roubar um rubi mágico dela em troca de devolver sua amante que havia sido transformada em sapo. No presente, Tiana decide gerenciar um restaurante fora do Sr. Cluck's com a ajuda de Jacinda. Victoria manda alguém incendiar o lugar, o que acaba criando tensão entre as duas companheiras de quarto. Rogers encontra um detido na delegacia de polícia que acredita estar conectado a Eloise Gardener, a garota desaparecida que ele está tentando encontrar. Enquanto isso, Roni decide investigar o interesse de Ivy em ajudar Henry. Ivy a leva até o topo das torres e Roni encontra uma foto de si mesma e de Henry, ainda jovem, tirada em Storybrooke. No entanto, mais tarde, é revelado que Ivy também não foi amaldiçoada e tem seus próprios negócios com a bruxa, o que sua mãe não sabe. |              |                                                                |                    |                                   |                        |                     |
| 139 | 6            | "Wake Up Call" "(O Despertador)" (BR)                          | Sharat Raju        | Jerome Schwartz & Jane Espenson   | 10 de novembro de 2017 | 2.37                |
| Em um flashback, Regina encontra Drizella, que está procurando magia para fugir de sua mãe. Quando ela revela que, na verdade, ela já nasceu com magia, Regina começa a treiná-la. No entanto, depois que Regina se depara com Rumple, que lhe diz que Lady Tremaine deve estar ciente das aulas de magia, as duas mulheres percebem que Lady Tremaine estava contando com o coração de Drizella para ressuscitar Anastasia. Drizella acaba escurecendo seu próprio coração ao matar o príncipe, tornando-o inutilizável para o ressuscitamento, e promete lançar uma Maldição, assim como Regina fez, para fazer sua mãe sofrer. No presente, Roni luta com o que acreditar em relação a foto misteriosa, o que se torna complicado com a informação recém-descoberta sobre "Regina Mills", na qual Lucy a incentivou a procurar. Drizella reúne os ingredientes de uma planta que a bruxa então cultiva e, quando serve sua essência para Roni, ela acorda e lembra de sua vida como Regina. Então, Drizella revela que lançou a maldição e chantageia Regina para manter Henry e Jacinda separados, lembrando-a de uma contingência especial que foi colocada na Maldição que a obriga a cumprir. |              |                                                                |                    |                                   |                        |                     |
| 140 | 7            | "Eloise Gardener" "(Eloise Gardener)" (BR)                     | Alex Kalymnios     | David H. Goodman & Brigitte Hales | 17 de novembro de 2017 | 2.28                |
| Em um flashback do Reino dos Desejos, pouco depois que os Encantados impediram Regina de lançar sua maldição, Gancho concorda em conceder sua passagem ao Jolly Roger em troca de levá-lo até uma poderosa magia guardada por uma bruxa. Quando ele chega na torre da bruxa, ele encontra Rapunzel no lugar. Ela o instrui a recuperar uma flor dourada do jardim da bruxa. Quando ele volta com a flor para ajudá-la, os dois passam a noite juntos. Na manhã seguinte, é revelado que Rapunzel é, na verdade, Gothel, e a noite dos dois juntos gerou um bebê, que Gothel abandona para fugir da torre. Gancho dá o Jolly Roger para Smee e decide ficar com sua filha, que não pode sair devido ao feitiço da torre. Ele lhe dá o nome de Alice, por causa de sua mãe. No presente, Rogers entra numa caçada louca por Eloise com a ajuda de Henry e Tilly. Mais tarde, Tilly o informa que Eloise morreu, mas é revelado que a notícia foi plantada por Weaver para que ele saia do caso. Weaver adverte Rogers que Eloise não é a pessoa que ele pensa que é. Quando Rogers encontra Gothel, ele acredita que ela é Eloise e a liberta de Victoria, que é presa por sequestro. Enquanto isso, Tremaine descobre que Drizella está acordada e Regina tenta colocar um pouco de distância entre Henry e Jacinda. |              |                                                                |                    |                                   |                        |                     |
| 141 | 8            | "Pretty in Blue" "(Linda de Azul)" (BR)                        | Ralph Hemecker     | Dana Horgan & Leah Fong           | 17 de novembro de 2017 | 2.28                |
| Em flashbacks, Gancho se reencontra com Alice, que afirma ter sido curada de sua maldição. No entanto, quando eles tentam se abraçar, Gancho é ferido e Alice foge, com medo. Henry e Cinderella a seguem até o Novo País das Maravilhas, um lugar onde Cinderella revela que sua mãe, Cecilia, foi depois de abandonar ela e seu padrasto. Ela toma uma poção de encolhimento e abandona Henry para entrar no Labirinto Infinito sozinha para encontrar respostas. Ela encontra Alice, que lhe diz que conhecia Cecilia e que a mulher também foi afetada pela mesma Maldição do Coração Envenenado. Drizella também está no Novo País das Maravilhas com um plano para amaldiçoar Henry, mas Alice e Cinderella conseguem salvá-lo. Então, Henry e Cinderella dão seu primeiro beijo. No presente, Jacinda entra em contato com Nick (um amigo amaldiçoado de Henry na Terra dos Contos de Fada), um advogado do qual ela foi amaldiçoada para acreditar ser o pai de Lucy. Ele concorda em ajudá-la a recuperar a custódia de Lucy, para o desprezo de Henry; então, Lucy encoraja Henry a lutar por Jacinda. Enquanto isso, Drizella e Gothel planejam ressuscitar Anastasia, mas quando elas abrem o caixão, o corpo dela está desaparecido. Depois que Regina confronta Rumple, que se recusa a confirmar que está acordado da maldição, ela diz para Henry que está indo para São Francisco para se encontrar com alguém que foi expulso da cidade por Victoria. Ele concorda em se juntar a ela na viagem. |              |                                                                |                    |                                   |                        |                     |
| 142 | 9            | "One Little Tear" "(Uma Pequena Lágrima)" (BR)                 | Steve Pearlman     | Christopher Hollier & Adam Karp   | 8 de dezembro de 2017  | 2.45                |
| Victoria chega a um acordo com Weaver em uma tentativa de se livrar da prisão e acordar Anastasia. Em flashbacks, Rapunzel rouba o jardim de Mãe Gothel para salvar sua família e é presa em uma torre como uma forma de troca. Depois de 6 anos em cativeiro, Rapunzel foge ao usar seu cabelo, mas descobre que seu marido, Marcus, se casou novamente com Cecilia, ganhando uma enteada, Ella. Gothel induz Rapunzel com um cogumelo do Novo País das Maravilhas, o que ela usa para envenenar o coração de Cecilia. Um dia, Anastasia e Ella caem e afundam em um lago congelado, mas para a tristeza de Rapunzel, seu pai só consegue salvar Ella. Rapunzel procura a ajuda de Gothel, que magicamente sela o último suspiro de Anastasia com o preço de manter Anastasia na torre. No entanto, Rapunzel engana Gothel, que é presa em sua própria torre até que alguém de sua linhagem ocupe seu lugar. No presente, Victoria estranhamente entrega a custódia total de Lucy para Jacinda, alegando ser uma pessoa mudada. Victoria recupera o livro Once Upon a Time e mostra para Lucy a história de sua vida infeliz como Rapunzel e convence Lucy a desistir de sua crença em finais felizes. Quando Lucy derrama uma lágrima, Victoria a usa para acordar Anastasia, enquanto Lucy desmaia, caindo inconsciente. |              |                                                                |                    |                                   |                        |                     |
| 143 | 10           | "The Eighth Witch" "(A Oitava Bruxa)" (BR)                     | Ralph Hemecker     | Jane Espenson & Jerome Schwartz   | 15 de dezembro de 2017 | 2.29                |
| Em um flashback, Lucy nasce, com seus pais sendo Henry e Cinderella, no mesmo momento em que Drizella aparece para anunciar uma profecia sobre uma maldição. Os heróis conseguem transformar Drizella em pedra. Oito anos depois, todos estão comemorando o aniversário de Lucy, até que Gothel aparece com seu clã de bruxas, recrutando Drizella para se unir a eles, uma vez que ela finalmente está libertada. Com a maldição se aproximando, Regina tenta conseguir a ajuda de Zelena, que agora está morando em uma fazenda na Nova Floresta Encantada com sua filha, Robin, agora com 25 anos. Mais tarde, quando os heróis enfrentam as bruxas, Gothel revela que elas envenenaram Henry; então, Regina é chantageada e obrigada a lançar a maldição de Drizella para salvar a vida dele. No presente, Regina localiza Zelena, que ainda está amaldiçoada, em São Francisco, e que agora é conhecida como Kelly. Regina consegue devolver as lembranças de Zelena e as duas voltam para Seattle, sabendo que quebrar a maldição para ajudar Lucy apenas machucaria Henry. Rumple examina Anastasia para saber se ela é a Guardiã. No entanto, Gothel também quer Anastasia e quebra sua aliança com Drizella depois que a garota é levada até ela, acreditando que Anastasia será mais útil em seu clã. Gothel diz para ela que precisa encontrar suas colegas bruxas. |              |                                                                |                    |                                   |                        |                     |
| 144 | 11           | "Secret Garden" "(O Jardim Secreto)" (BR)                      | Mick Garris        | Edward Kitsis & Adam Horowitz     | 2 de março de 2018     | 2.14                |
| Em um flashback, Robin, de 18 anos, está secretamente mexendo com magia contra a vontade de sua mãe. Depois de tentar um lançar um feitiço que a leva até Gothel, Robin desaparece de Storybrooke e Zelena vai para a Nova Floresta Encantada para procurá-la. Robin fica animada em ser aprendiz da poderosa bruxa, mas logo descobre que Gothel só quer que ela seja o sacrifício necessário de um amuleto de ressurreição para trazer Madame Leota de volta à terra dos vivos. No presente, Regina e Zelena procuram o amuleto de ressurreição na esperança de encontrar outra maneira de salvar Lucy. No entanto, Tremaine pega o amuleto e o entrega para Gothel, sem perceber que Gothel pretende usar Drizella como sacrifício desta vez. Quando a magia do amuleto começa a tirar a vida de Drizella, Tremaine decide se sacrificar para salvar sua filha e morre, enquanto Lucy começa a acordar. Em outro lugar, é revelado que há um assassino à solta em Hyperion Heights, quando uma médica que descobre sobre a verdadeira paternidade de Lucy é envenenada por uma pessoa misteriosa. |              |                                                                |                    |                                   |                        |                     |
| 145 | 12           | "A Taste of the Heights" "(Sabor de Heights)" (BR)             | Nina Lopez-Corrado | David H. Goodman & Brigitte Hales | 9 de março de 2018     | 2.22                |
| No dia de sua coroação, Tiana enfrenta o Dr. Facilier. Em Hyperion Heights, Sabine se reconecta com um velho amigo, sem saber que seus sonhos podem estar sob ameaça. Rogers e Weaver descobrem algo revelador sobre o Coven. |              |                                                                |                    |                                   |                        |                     |
| 146 | 13           | "Knightfall" "(A Queda do Cavaleiro)" (BR)                     | Steve Miner        | Jerome Schwartz & Miguel Ian Raya | 16 de março de 2018    | 2.38                |
| Rogers e Eloise entram em acordo, apesar dos avisos de Tilly. Ivy enfrenta o luto. Em flashbacks, Gancho confronta o Capitão Ahab por conta de um talismã. |              |                                                                |                    |                                   |                        |                     |
| 147 | 14           | "The Girl in the Tower" "(A Garota da Torre)" (BR)             | Antonio Negret     | Dana Horgan & Leah Fong           | 23 de março de 2018    | 2.11                |
| Rogers tenta provar a inocência de Tilly, Ivy tenta fazer as pazes com Anastasia, e Samdi faz uma confissão reveladora para Roni. No passado, Alice forma um laço inquebrável. |              |                                                                |                    |                                   |                        |                     |
| 148 | 15           | "Sisterhood" "(Irmandade)" (BR)                                | Ellen S. Pressman  | Christopher Hollier & Adam Karp   | 30 de março de 2018    | 2.03                |
| Ivy arrisca o que restou para ela quando o Candy Killer ataca. Roni questiona seu relacionamento com Samdi, e Jacinda se aproxima de Henry. No passado, Drizella enfrenta um desafio impensável para se tornar parte do Coven das Bruxas. |              |                                                                |                    |                                   |                        |                     |
| 149 | 16           | "Breadcrumbs" "(Migalhas de Pão)" (BR)                         | Ron Underwood      | Jane Espenson & Jerome Schwartz   | 6 de abril de 2018     | 2.15                |
| Henry precisa tomar uma importante decisão que pode afastá-lo de Jacinda e Lucy, e uma descoberta do caso do Candy Killer a torna ainda mais difícil. A relação de Tilly e Margot trocam confidências. No passado, Gancho ajuda Henry a provar-se para Ella. |              |                                                                |                    |                                   |                        |                     |
| 150 | 17           | "Chosen" "(A Escolhida)" (BR)                                  | Lana Parrilla      | Paul Karp & Brian Ridings         | 13 de abril de 2018    | 2.18                |
| Kelly decide enfrentar o Candy Killer quando alguém que ela ama é feito de refém. Enquanto isso, Samdi usa Drew para levar adiante um plano mortal. No passado, Zelena aprende uma lição após um encontro com João e Maria. |              |                                                                |                    |                                   |                        |                     |
| 151 | 18           | "The Guardian" "(A Guardiã)" (BR)                              | Geofrey Hildrew    | David H. Goodman & Brigitte Hales | 20 de abril de 2018    | 2.12                |
| Weaver descobre que a adaga do Senhor das Trevas foi roubada e decide recuperá-la, mesmo que para isso tenha de trair a confiança de Roni. Margot leva Tilly para um encontro, que não termina conforme os planos. No passado, um desesperado Rumple busca a ajuda de Alice. |              |                                                                |                    |                                   |                        |                     |
| 152 | 19           | "Flower Child" "(Filha das Flores)" (BR)                       | Tessa Blake        | Edward Kitsis & Adam Horowitz     | 27 de abril de 2018    | 1.98                |
| Após encontrarem Eloise, Tilly e Rogers se encontram em águas perigosas. O relacionamento de Henry e Jacinda avança. Em flashbacks, Gothel busca vingança após destruirem seu lar. |              |                                                                |                    |                                   |                        |                     |
| 153 | 20           | "Is This Henry Mills?" "(É o Henry Mills?)" (BR)               | Ron Underwood      | Dana Horgan & Leah Fong           | 4 de maio de 2018      | 1.98                |
| Roni e Lucy tentam acordar Henry e parar Gothel. Rogers, Weaver e Margot se organizam para libertar Tilly e impedir que seus poderes sejam usados para o mal. No passado, Henry luta para decidir que rumo seu futuro tomará. |              |                                                                |                    |                                   |                        |                     |
| 154 | 21           | "Homecoming" "(Volta Para Casa)" (BR)                          | Steve Pearlman     | David H. Goodman                  | 11 de maio de 2018     | 2.26                |
| Henry, Roni, Weaver e Rogers viajam para o Reino dos Desejos com a intenção de parar o plano maligno do Wish Rumple, e se deparam com versões alternativas de alguns conhecidos. Em um flashback de sua juventude, Henry recebe uma proposta de trágico potencial. |              |                                                                |                    |                                   |                        |                     |
| 155 | 22           | "Leaving Storybrooke" "(Saindo de Storybrooke)" (BR)           | Ralph Hemecker     | Edward Kitsis & Adam Horowitz     | 18 de maio de 2018     | 2.27                |
| Regina encontra em Wish Henry a última esperança para impedir o plano maligno do Senhor das Trevas. Tilly e Margot buscam ajuda em Storybrooke, enquanto Weaver busca uma maneira de derrotar seu alter ego. Os heróis se unem pela última vez para proteger aqueles que amam. |              |                                                                |                    |                                   |                        |                     |

## Produção

### Desenvolvimento
Em janeiro de 2017, quando a sexta temporada ainda estava em produção, o presidente da emissora ABC, Channing Dungey, falou sobre uma possível "reinicialização" na narrativa da série se caso a mesma fosse renovada para uma sétima temporada. Depois de muita especulação, os produtores executivos da série, Adam Horowitz e Edward Kitsis, confirmaram que alguns personagens teriam seus enredos encerrados e que o final da sexta temporada havia sido escrito com a mudança narrativa da sétima temporada em mente. Apesar das grandes mudanças nas últimas temporadas, os showrunners disseram que não vêem a sétima temporada como uma reinicialização completa da série: "Estamos mais pensando nisso como uma mistura de várias coisas. Estamos homenageando o enredo original, mas há alguns personagens que estarão presentes e outros que não estarão. É uma combinação de muitas coisas, mas o que estamos tentando fazer é seguir em uma nova direção, mas permanecer fiel ao espírito que a série sempre teve".
Em julho de 2017, os criadores anunciaram que a série se passaria no bairro de Hyperion Heights, em Seattle, que foi criada por uma nova e mais sombria maldição. Os moradores deste bairro são personagens tirados das versões originais e novas da Floresta Encantada, assim como pessoas normais da Terra Sem Magia. Isso é diferente de Storybrooke na primeira temporada, que era uma cidade isolada que foi bloqueada do Maine no mundo real. A vilã inicial é Lady Tremaine, que assume o papel de uma desenvolvedora urbana que procura "gentrificar o bairro" e expulsar e separar os personagens de contos de fadas. Enquanto isso, Storybrooke e vários locais da Terra dos Contos de Fadas continuam aparecendo nos flashbacks da temporada, a medida que a história anda para frente e para trás entre as vidas dos personagens antes e durante a última maldição.
O principal cenário dos flashbacks da sétima temporada é a Nova Floresta Encantada, que é um reino da Nova Terra dos Contos de Fadas. Outros locais apresentados nos flashbacks são a Borda dos Reinos, o Reino dos Desejos, o Novo País das Maravilhas, Oz e a própria Storybrooke.

### Escolha de elenco
Em maio de 2017, foi anunciado que Lana Parrilla, Colin O'Donoghue, e Robert Carlyle seriam os únicos membros do elenco principal da sexta temporada que continuariam na sétima temporada. Foi divulgado que os três interpretariam seus personagens originais, mas com identidades amaldiçoadas, parecidas com as circunstâncias da primeira temporada. Em julho de 2017, o primeiro trailer da temporada revelou que Killian agora é um policial de Seattle com o sobrenome Rogers, que está vivendo com uma sensação inexplicável de perda. Em agosto de 2017, foi revelado que Regina agora é uma dona de bar chamada Roni, que é muito estilosa e que "não está mais no comando".
A ex-membro do elenco principal, Jennifer Morrison, confirmou que concordou em retornar para um episódio, que, mais tarde, foi revelado ser o segundo episódio da temporada.
Jennifer Morrison anunciou seu último dia de filmagem em 19 de julho de 2017. Em 22 de julho, foi confirmado que Emilie de Ravin retornaria no quarto episódio da sétima temporada.
Em março de 2017, Andrew J. West e Alison Fernandez foram escalados como atores convidados desconhecidos no último episódio da sexta temporada. Durante o episódio, foi revelado que Andrew J. West estava interpretando uma versão adulta de Henry Mills, enquanto Alison Fernandez interpretava sua filha, Lucy. Após a exibição do episódio, eles foram confirmados como principais na sétima temporada. Andrew J. West assume o papel de Jared S. Gilmore, que foi confirmado para aparecer pelo menos nos dois primeiros episódios da temporada.
Em 6 de julho de 2017, foi anunciado que Dania Ramirez e Gabrielle Anwar seriam duas membros do elenco principal na sétima temporada. Além disso, Adelaide Kane, Mekia Cox e Rose Reynolds foram escaladas em papéis recorrentes na temporada. Em 15 de julho de 2017, foi anunciado que Dania Ramirez interpretaria Cinderela, embora fosse uma versão diferente da versão interpretada anteriormente por Jessy Schram nas seis primeiras temporadas da série. Em 22 de julho de 2017, na San Diego Comic-Con, foi revelado que Gabrielle Anwar e Adelaide Kane interpretariam Lady Tremaine e Drizella, respectivamente. Mekia Cox interpretaria Tiana, de A Princesa e o Sapo, enquanto Rose Reynolds interpretaria uma versão alternativa de Alice, uma personagem que anteriormente teve destaque no spin-off Once Upon a Time in Wonderland. Em agosto de 2017, Mekia Cox foi promovida para o elenco principal.
Em 1 de agosto de 2017, foi anunciado que Giles Matthey retornaria como a versão adulta de Gideon no quarto episódio da temporada. O episódio, também com Emilie de Ravin, seria centrado em Rumple. No mesmo dia, também foi anunciado que Emma Booth havia sido escalada em um importante papel recorrente como a Bruxa, cuja identidade mais específica seria revelada mais tarde durante a temporada. Em 25 de agosto de 2017, Kevin Ryan anunciou que faria uma aparição como um novo príncipe na temporada. Em 30 de agosto, foi anunciado que Robin Givens havia sido escalada como a mãe de Tiana, Eudora.
Em 8 de setembro de 2017, foi anunciado que Meegan Warner faria uma participação como uma versão alternativa de Rapunzel, personagem anteriormente apresentada em um episódio da terceira temporada. Mais tarde, foi revelado que a personagem apareceria em um arco de vários episódios. Em 20 de setembro de 2017, foi anunciado que a antiga membro do elenco principal, Rebecca Mader, voltaria para alguns episódios na sétima temporada como Zelena, que também teria uma identidade amaldiçoada.
Em 2 de outubro de 2017, foi anunciado que o Dr. Facilier, de A Princesa e o Sapo, apareceria durante a temporada, que, mais tarde, foi revelado ser interpretado por Daniel Francis no quinto episódio da temporada. Em 3 de outubro, foi anunciado que os flashbacks do nono episódio apresentariam Anastasia em sua fase jovem, que é a outra filha biológica de Lady Tremaine.
Em 1 de novembro de 2017, foi anunciado que Tiera Skovbye estaria no elenco recorrente como uma versão mais velha de Robin, filha de Zelena e Robin Hood. Em 2 de novembro, foi anunciado que Nathan Parsons havia sido escalado em um papel recorrente como Nick, um advogado e possível interesse amoroso de outro personagem. Em 3 de novembro, foi anunciado que a série estava fazendo audições para o papel de Naveen, de A Princesa e o Sapo, que seria um personagem recorrente na segunda parte da temporada. Mais tarde, foi revelado que o papel seria interpretado por Jeff Pierre, que apareceria pela primeira vez no décimo segundo episódio da temporada. Em 16 de novembro, o ator Chad Rook anunciou que havia sido escalado para um papel desconhecido.
Em 23 de janeiro de 2018, foi anunciado que Kip Pardue havia sido escalado para interpretar Chad, o noivo de Zelena de quando ela foi amaldiçoada como Kelly. Ele faz sua primeira aparição no décimo sétimo episódio da temporada.
Em 16 de março de 2018, foi anunciado que vários ex-membros do elenco da série apareceriam no último ou nos dois últimos episódios da série. Isso inclui os ex-membros do elenco principal da série, Jared S. Gilmore (que também foi confirmado que apareceria no vigésimo episódio) e Sean Maguire, assim como os atores anteriormente do elenco recorrente, JoAnna Garcia Swisher, Victoria Smurfit, Robbie Kay, Beverley Elliott, Lee Arenberg, Keegan Connor Tracy e Tony Amendola. Em 21 de março, foi anunciado que Jennifer Morrison e Emilie de Ravin voltariam pela segunda vez, junto com Ginnifer Goodwin e Josh Dallas para o último episódio da série. Além disso, Raphael Sbarge, David Paul Grove e Faustino Di Bauda confirmaram que também apareceriam no último episódio da série.